# 科爾德雷尼鄉
47°59′N 26°35′E / 47.983°N 26.583°E
科爾德雷尼鄉（羅馬尼亞語：Comuna Cordăreni, Botoșani），是羅馬尼亞的鄉份，位於該國東北部，由博托沙尼縣負責管轄，面積42平方公里，2007年人口2,062，人口密度每平方公里50人，超過九成居民信奉東正教。